# Conspiración de los Iguales

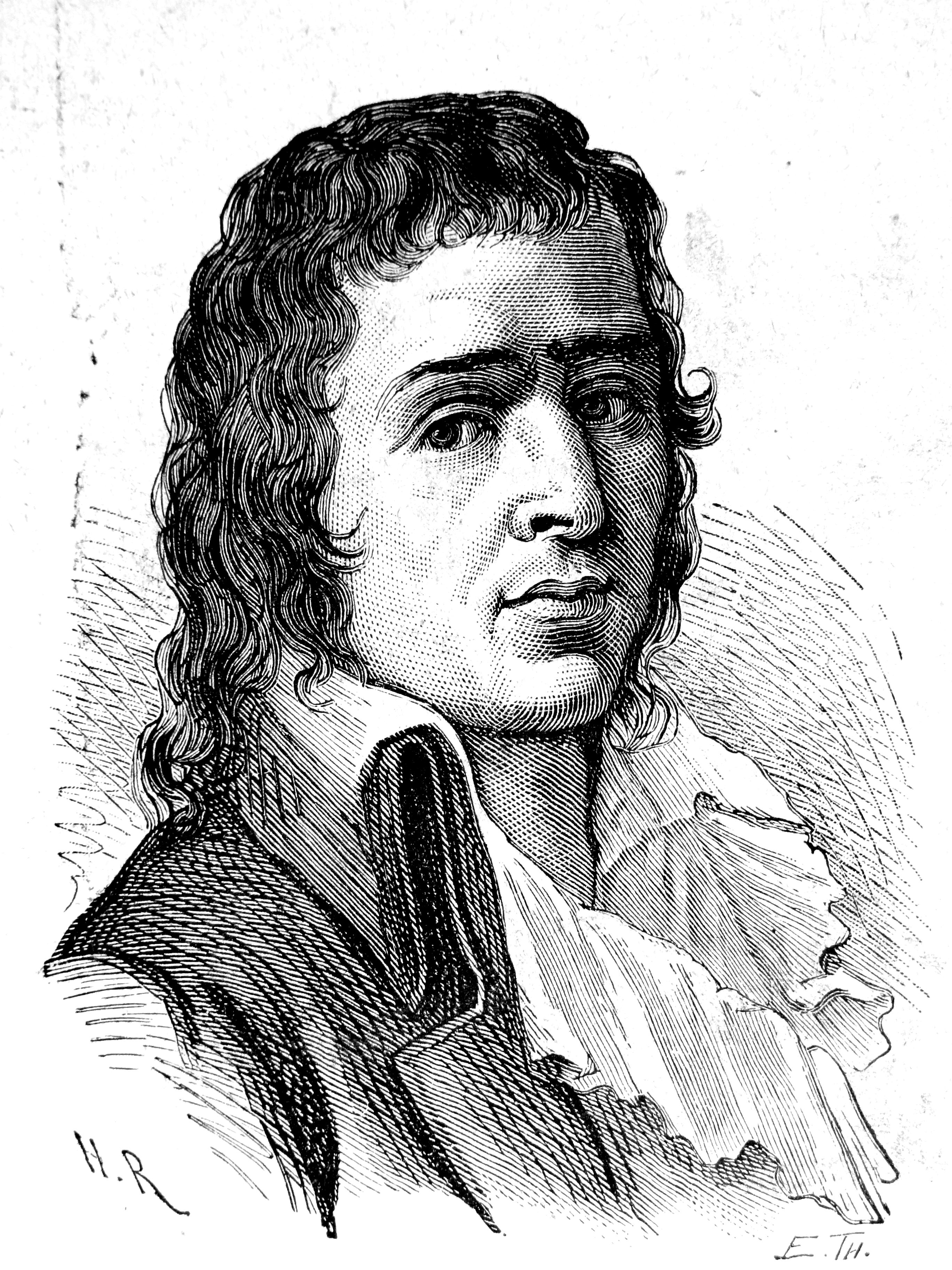
François Babeuf, líder e ideólogo de la Conspiración de los Iguales

La Conspiración de los Iguales fue un fracasado movimiento revolucionario que tuvo lugar en 1796 durante la Revolución francesa y que estuvo encabezado por François Babeuf, cuya ideología suele considerarse el antecedente o el germen del comunismo. Pretendía derrocar el Directorio para instaurar un régimen que garantizara la «igualdad perfecta».

## Antecedentes
Tras el triunfo de la Revolución francesa, François Babeuf, al igual que los jacobinos y los sans-culottes, defendió que la finalidad de la sociedad era «la dicha común» y que se debía asegurar «la igualdad de goces». Pero su experiencia durante esos años —especialmente su participación en el movimiento agrario de Picardía de 1790 a 1792 en contra del pago de indemnizaciones a los señores por la «supresión del régimen feudal», además de pedir la distribución de los bienes del clero entre los campesinos «mal acomodados» en forma de arrendamientos a largo plazo— le llevó a la conclusión de que el medio de «dar sustento a esa inmensa mayoría del pueblo que, con toda su buena voluntad de trabajar, no lo tiene» —es decir, alcanzar la «igualdad perfecta»— no era limitar la propiedad, como proponían sans-culottes, hebertistas y enragés, sino suprimirla y establecer «la comunidad de bienes y de trabajos». De esta forma, según Albert Soboul, «el comunismo, hasta entonces simple sueño utópico, se erigía en sistema ideológico finalmente coherente».

## Desarrollo
La terrible situación económica de las clases populares en el invierno de 1794-1795, pocos meses después de la caída de Robespierre —al que Babeuf había criticado en su folleto Sobre el sistema de despoblación—, y que se prolongó durante el invierno siguiente, indujo a Babeuf a pasar a la acción. Tras su experiencia al frente de la administración de víveres de la Comuna de París en 1793, creía que el sistema que había permitido abastecer «a los doscientos mil hombres de nuestros doce ejércitos» era posible aplicarlo al conjunto del país. En una carta del 28 de julio de 1795 precisó el «gran objetivo fraternal» —«la prosperidad común», «que todas las necesidades sean satisfechas, donde nadie sufra ni miseria ni fatiga»— y la organización económica para alcanzarlo, que décadas después se calificaría como «comunista».

Todos los agentes de producción y de fabricación trabajarán para el almacén común y cada uno enviará a él el producto en especie de su actividad individual. Los agentes de distribución, por su parte, que ya no estarán establecidos por cuenta propia sino por la de la gran familia, harán refluir hacia cada ciudadano su parte igual y variada de la masa íntegra de productos de toda la asociación.

Cuatro meses después, el 30 de noviembre de 1795, hizo pública su propuesta en el Manifiesto de los plebeyos que apareció en su periódico Le Tribun du peuple. En él, según Albert Soboul, «el comunismo de Babeuf se concreta en unas páginas ardientes» —un «comunismo de la distribución y del consumo» pues no habla de la organización colectiva del trabajo, aunque la propiedad colectiva es la única reconocida—.

El único medio de llegar a ello [a la igualdad de hecho] es establecer la administración común; suprimir la propiedad particular; dedicar cada hombre al talento y a la actividad que conoce; obligarlo a depositar su producto en especie en el almacén común; y establecer una sencilla administración de distribución, una administración de los víveres, la cual, teniendo registrados todos los individuos y todas las cosas, distribuirá éstas últimas con la más escrupulosa igualdad y las entregará en el domicilio de cada ciudadano.
¡Pueblo!, despierta a la esperanza… Alégrate a la vista de un futuro feliz… los males no pueden ser mayores, no pueden empeorar más; ¡no pueden arreglarse más que mediante un trastorno total!¡Que se confunda, pues, todo!¡Que todos los elementos se compongan, se mezclen y entrechoquen!¡Que todo caiga en el caos y que del caos surja un mundo nuevo y regenerado!

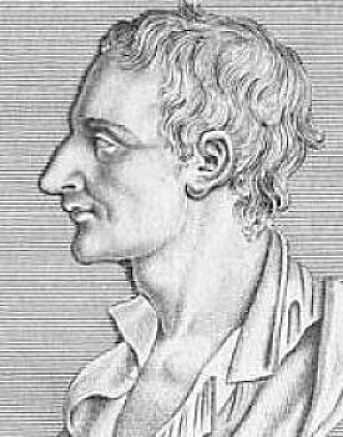
Sylvain Maréchal escribió el Manifiesto de los Iguales, publicado por Le Tribun du peuple el 30 de noviembre de 1795.

Durante el duro invierno de 1795-1796 en el que la crisis de subsistencias continuaba fue madurando la que sería conocida como la «Conspiración de los Iguales». Su programa fue expuesto en el Manifiesto de los Iguales, publicado por Le Tribun du peuple el 30 de noviembre de 1795.

La ley agraria, o la división de las tierras, fue la aspiración momentánea de algunos soldados sin principios, de algunas poblaciones más empujadas por el instinto que por la razón. Nosotros aspiramos a algo mucho más sublime y equitativo, el bien común, o la comunidad de bienes. [...] Los frutos [de la tierra] pertenecen a todos.

El 30 de marzo de 1796 se constituía el Comité de Insurrectos formado por Babeuf, Sylvain Maréchal, Filippo Buonarroti, Pierre-Antoine Antonelle, Félix Lepeletier y Agustín Darthé. Este Directorio de la insurrección creó una organización clandestina, con enlaces en los doce distritos de París y en el ejército, que se encargó de la propaganda y de captar adeptos a la causa. Una forma organizativa nueva del movimiento popular revolucionario que sería teorizada más tarde por Buonarroti, y que retomaría Auguste Blanqui.
El régimen thermidoriano conoció lo que se estaba tramando y el 16 de abril decretó pena de muerte contra todos los que provocaran «el saqueo y reparto de propiedades particulares, amparándose bajo el nombre de ley agraria». Dos semanas después, el 30 de abril, cuando los preparativos de la conspiración estaban muy avanzados, uno de los implicados denunció a los conjurados al Directorio y la policía detuvo el 10 de mayo a Babeuf y a Buonarroti, incautándose de toda la documentación que poseían. En la noche del 23 al 24 de septiembre se produjo una tentativa de sublevación protagonizada por jacobinos y por sans-culottes, más que por bauvistas, pero fracasó y 131 personas fueran detenidas.
El juicio contra Babeuf y sus compañeros comenzó el 20 de febrero de 1797. Fueron sentenciados a muerte y Babeuf y Darthé fueron llevados al cadalso sangrando porque habían intentado suicidarse poco antes de la ejecución. En su última carta, que Babeuf escribió a su mujer y a sus hijos, decía:

Escribid a mi madre y a mis hermanos. Decidles cómo he muerto e intentad hacedles comprender, a esas buenas gentes, que una muerte así es gloriosa, lejos de ser deshonrosa. Adiós para siempre; me envuelvo en el seno de un sueño virtuoso.

## Valoración

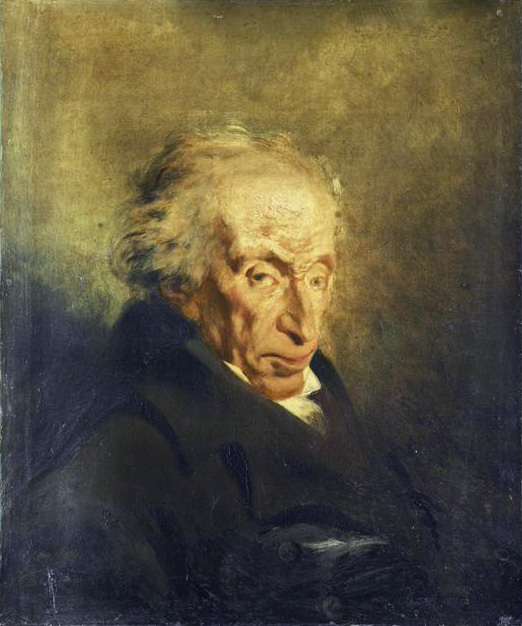
Retrato de Filippo Buonarroti hacia 1830.

La Conspiración de los Iguales no constituyó más que un simple episodio en la historia del régimen thermidoriano, pero fue muy importante para la historia del socialismo y de las luchas populares del siglo siguiente, ya que «por primera vez, la idea comunista se había convertido en fuerza política». El propio Babeuf fue de alguna forma consciente de ello cuando le escribió desde la cárcel a Lepeletier para que reuniera «todos sus proyectos, notas y esquemas de escritos democráticos y revolucionarios, todos los orientados al amplio objetivo» para que «un día, cuando se detenga la persecución, cuando tal vez los hombres de bien respiren con suficiente libertad como para arrojar algunas flores sobre nuestra tumba, cuando de nuevo se llegue a pensar en los medios de procurar al género humano la felicidad que le proponíamos» se pueda «presentar a todos los discípulos de la igualdad… la templada colección de lo que los diversos corrompidos de hoy llaman mis sueños». No fue Lepelletier sino Buonarroti quien cumplió el encargo treinta años después. En 1828 publicaba en Bruselas Conspiración para la Igualdad llamada de Babeuf, una obra que, según Soboul, «ejerció una profunda influencia en la generación revolucionaria de los años treinta. Gracias a ella, el babuvismo pasó a ser un eslabón en el desarrollo del pensamiento comunista».
Por su parte el historiador italiano Gian Mario Bravo destaca que Babeuf con su «conjuración de los iguales» «representó una clara superación de la simple crítica ética de la sociedad» porque se planteó actuar en ella para cambiarla, de ahí que Marx y Engels vincularan estrechamente su «conspiración» con la lucha del «proletariado revolucionario» del siglo siguiente.